# Casa-Grande e Senzala
Casa-Grande e Senzala ( fr : Maîtres et esclaves, anglais : The Masters and the Slaves ) est un livre publié en 1933 par Gilberto Freyre, dont le thème est la formation de la société brésilienne.
Le titre en portugais se réfère d'une part à la casa-grande (« grande maison »)  qui désigne dans le Brésil esclavagiste la résidence du propriétaire d'esclaves à la tête d'une plantation et d'autre part la senzala, les masures où étaient logés les esclaves.
Ce livre de Gilberto Freyre est généralement considéré comme un classique de l'anthropologie culturelle. Très à rebours de son époque qui voyait dans la miscégénation la cause d'une dégénérescence du peuple brésilien, Gilberto Freyre la célèbre au contraire dans Case-Grande et Senzala, mettant en avant les apports amérindiens, africains et portugais dans la formation de la société et de la culture brésilienne.
Si le livre a été dans l'ensemble très bien accueilli au Brésil lors de sa publication, il a depuis lors été très fortement critiqué, en particulier en raison de l'aveuglement de Freyre sur la question du racisme de la société brésilienne ainsi que sa description en partie très édulcorée de la réalité historique de l'esclavage au Brésil.
Dans Casa-Grande e Senzala, Gilberto Freyre décrit la société coloniale brésilienne des XVIe, XVIIe et XVIIIe siècles. Cette société se caractérise alors par une économie de plantation reposant sur le travail des esclaves. Casa-Grande e Senzala est le premier ouvrage d'une trilogie, qui sera suivi en 1936 par Sobrados et Mucambos , consacré à l'histoire de la société brésilienne de la fin du XVIIe siècle et la première moitié du XIXe siècle puis enfin, en 1959, de Ordem et progresso, consacré aux années 1890-1918.

## Réception de l’œuvre et influence sur l'historiographie brésilienne
Dès sa publication, le livre est un succès commercial et est salué par la critique. Le livre est traduit en anglais en 1946 sous le titre The Masters and the Slaves et en français en 1952, sous le titre Maître et esclaves.